# Anubis (personaggio)
Anubis è un personaggio immaginario appartenente all'universo fantascientifico di Stargate SG-1.

## Biografia
Un tempo potente Signore del sistema Goa'uld, Anubis venne bandito dai suoi stessi simili a causa delle sue azioni, considerate proibite anche fra i più spietati esponenti della sua specie. Per un certo periodo di tempo venne creduto morto, ma riuscì a fuggire e ad imparare il segreto per l'Ascensione, il passaggio ad una dimensione esistenziale più alta. Gli Antichi però non ritennero i Goa'uld meritevoli di raggiungere il loro piano di esistenza superiore, e riuscirono dunque ad intrappolare Anubis tra i due piani di esistenza. Grazie alla sua familiarità con le tecniche di ascensione e le conoscenze degli Antichi, Anubis raccolse tecnologie potentissime, raggruppando forza per centinaia di anni prima di tornare per vendicarsi dei Signori del sistema e dominare la galassia. Con armi ed eserciti per contrastare il potere collettivo dei Signori del sistema, si pose come la più grande minaccia dell'intero dominio collettivo e per centinaia di mondi pacifici che erano nell'ombra della sua mano distruttiva.
Dopo le morti di Apophis e Cronus, si rivelò al Concilio dei Signori del Sistema, domandando di essere ripristinato nella sua posizione. Nonostante le obiezioni di Yu, Anubis fu reintegrato al suo ruolo di Signore del Sistema divenendo in breve, la forza dominante dell'alleanza dei Signori del Sistema.
Fisicamente, Anubis è ancora in uno stato di energia, e indossa una maschera per mantenere una forma intatta. Assume l'aspetto "liquido" tipico dell'orizzonte degli eventi dello stargate, in modo simile alla tecnologia degli Antichi.
Anubis fu il responsabile della costruzione di una nuova Nave Madre, dotata di una pericolosa super-arma. Il vascello distrusse da solo una intera flotta di navi madri Goa'uld e l'intera superficie di Abydos (quest'ultima con il singolo colpo finale della sua super-arma), grazie all'azione dell'Occhio di Ra (un cristallo dall'enorme potenza), in modo similare al precedente attacco al pianeta Abydos. Usando la tecnologia dell'Antico Dispositivo di Cura, riuscì a creare un esercito di guerrieri Kull quasi invincibili.
Quando seppe di un deposito delle conoscenze Antiche, celato sul pianeta P3X-439, mandò rinforzi sul posto per impadronirsene, ma Jack O'Neill riuscì a scaricare le informazioni lasciate dagli Antichi nella sua mente. Credendo che i Tau'ri possedessero la conoscenza Antica che lui cercava, Anubis attaccò la Terra con la sua flotta, ma fu apparentemente distrutto dalla potente arma Antica che la SG-1 trovò nell'avamposto di Atlantis, seppellito sotto i ghiacci dell'Antartide.
Anubis venne creduto morto, ma la sua essenza senza forma sopravvisse all'esplosione della nave. Riuscì a prendere un passaggio su una nave spaziale della Russia, prendendo il corpo di un cosmonauta e ritornando sulla Terra. Saltando da persona a persona riuscì a raggiungere al Comando Stargate, dove riuscì a fuggire attraverso lo Stargate nel corpo dell'ufficiale morente Alexi Vaselov. Dopo aver attraversato lo Stargate, tuttavia, Anubis si ritrovò congelato poco distante dal passaggio che lo aveva condotto su un pianeta interamente ricoperto di ghiacci, in trappola.
Anubis comunque sopravvisse, e la sua mente tenace divenne la causa dietro l'ascesa al potere di Ba'al. Desideroso di vendetta estrema, il Gou'uld puntava a distruggere tutte le forme di vita organiche dell'intera Via Lattea e poi ricrearla per essere adorato in eterno come un dio utilizzando un'arma potentissima nascosta sul pianeta Dakara, ma fu fermato da Oma Desala, con la quale ingaggiò una lotta eterna, che impedì ad Oma di aiutare altri esseri a trovare l'Ascensione, ma anche ad Anubis di minacciare nuovamente la Galassia.
Nella puntata Prototipo, si viene a conoscenza di un "figlio" realizzato da Anubis stesso, chiamato Khalek, che in realtà è un suo clone umano molto evoluto, tanto da essere vicino all'ascensione, ma che possiede le conoscenze di tutti i Goa'uld precedenti. Esso viene tuttavia sconfitto ed eliminato dall'SG-1.